# Brottning vid olympiska sommarspelen 1960
Brottningen vid olympiska sommarspelen 1960 hölls i Rom och var uppdelat i två discipliner; grekisk-romersk stil och fristil. Tävlingarna var endast öppna för män. 

## Medaljer

### Medaljsummering
| Plac. | Land            | Guld | Silver | Brons | Totalt antal medaljer |
| ----- | --------------- | ---- | ------ | ----- | --------------------- |
| 1     | Turkiet         | 7    | 2      | 0     | 9                     |
| 2     | Sovjetunionen   | 3    | 2      | 5     | 10                    |
| 3     | USA             | 3    | 0      | 0     | 3                     |
| 4     | Bulgarien       | 1    | 3      | 2     | 6                     |
| 5     | Tyskland        | 1    | 3      | 0     | 4                     |
| 6     | Rumänien        | 1    | 1      | 1     | 3                     |
| 7     | Iran            | 0    | 1      | 2     | 3                     |
| 8     | Egypten         | 0    | 1      | 0     | 1                     |
| 8     | Ungern          | 0    | 1      | 0     | 1                     |
| 8     | Jugoslavien     | 0    | 1      | 0     | 1                     |
| 8     | Japan           | 0    | 1      | 0     | 1                     |
| 12    | Sverige         | 0    | 0      | 2     | 2                     |
| 13    | Frankrike       | 0    | 0      | 1     | 1                     |
| 13    | Tjeckoslovakien | 0    | 0      | 1     | 1                     |
| 13    | Polen           | 0    | 0      | 1     | 1                     |
| 13    | Pakistan        | 0    | 0      | 1     | 1                     |

## Medaljtabell

### Grekisk-romersk stil , herrar
| Klass                     | Guld                             | Silver                                   | Brons                                |
| Flugvikt Detaljer...      | Dumitru Pârvulescu · Rumänien    | Osman El-Sayed · Förenade arabrepubliken | Mohammad Paziraei · Iran             |
| Bantamvikt Detaljer...    | Oleg Karavajev · Sovjetunionen   | Ion Cernea · Rumänien                    | Dinko Petrov · Bulgarien             |
| Fjädervikt Detaljer...    | Müzahir Sille · Turkiet          | Imre Polyák · Ungern                     | Konstantin Vyrupajev · Sovjetunionen |
| Lättvikt Detaljer...      | Avtandil Koridze · Sovjetunionen | Branislav Martinović · Jugoslavien       | Gustav Freij · Sverige               |
| Weltervikt Detaljer...    | Mithat Bayrak · Turkiet          | Günter Maritschnigg · Tyskland           | René Schiermeyer · Frankrike         |
| Mellanvikt Detaljer...    | Dimitar Dobrev · Bulgarien       | Lothar Metz · Tyskland                   | Ion Taranu · Rumänien                |
| Lätt tungvikt Detaljer... | Tevfik Kis · Turkiet             | Krali Bimbalov · Bulgarien               | Givi Kartozia · Sovjetunionen        |
| Tungvikt Detaljer...      | Ivan Bogdan · Sovjetunionen      | Wilfried Dietrich · Tyskland             | Bohumil Kubát · Tjeckoslovakien      |

### Fristil, herrar
| Klass                     | Guld                         | Silver                              | Brons                               |
| Flugvikt Detaljer...      | Ahmet Bilek · Turkiet        | Masayuki Matsubara · Japan          | Ebrahim Seifpour · Iran             |
| Bantamvikt Detaljer...    | Terrence McCann · USA        | Nezjdet Zalev · Bulgarien           | Tadeusz Trojanowski · Polen         |
| Fjädervikt Detaljer...    | Mustafa Dağıstanlı · Turkiet | Stantjo Ivanov · Bulgarien          | Vladimir Rubashvili · Sovjetunionen |
| Lättvikt Detaljer...      | Shelby Wilson · USA          | Vladimir Sinjavskij · Sovjetunionen | Enju Valtjev · Bulgarien            |
| Weltervikt Detaljer...    | Douglas Blubaugh · USA       | İsmail Ogan · Turkiet               | Muhammad Bashir · Pakistan          |
| Mellanvikt Detaljer...    | Hasan Güngör · Turkiet       | Georgy Skhirtladze · Sovjetunionen  | Hans Antonsson · Sverige            |
| Lätt tungvikt Detaljer... | Ismet Atli · Turkiet         | Gholamreza Takhti · Iran            | Anatoli Albul · Sovjetunionen       |
| Tungvikt Detaljer...      | Wilfried Dietrich · Tyskland | Hamit Kaplan · Turkiet              | Savkuds Dzarasov · Sovjetunionen    |